# Карло Альфьери
Маркиз Карло Альфьери (итал. Carlo Alfieri; 30 сентября 1827, Турин — 18 декабря 1897, Флоренция) — итальянский государственный деятель, сенатор Королевства Италия, дипломат.

## Биография
Представитель древнего патрицианского рода из пьемонтского города Асти, от которого произошел и поэт Витторио Альфьери. Сын Чезаре Альфьери, государственного деятеля.
В молодости вступил на военную службу, но вскоре перешёл на дипломатическое поприще и был поочередно секретарём при посольстве в Петербурге, Берлине, Флоренции, до 1825 г. в Париже, где отец его, Карл Эммануэль Альфьери, знаменитый патриот, занимал пост посланника.
Когда король Сардинского королевства Карл-Альберт вступил на престол в 1831 г., он призвал Альфьери к своему двору, где, связанный с Кавуром и братьями Азеглио родственными узами, тот примкнул к их партии. В 1842 г. вступил в основанное Кавуром и его последователями Земледельческое общество (Associazione agraria), центр социальных и политических сношений, и был затем его президентом.
Назначенный королем Карлом-Альбертом президентом комиссии по реформам, внёс большой вклад; ему принадлежат учреждение кафедр истории права, политической экономии, международного права, административного и пр., а также дарование автономии университетам.
После поражения при Кустоца 1848 г. он был назначен королём ближайшим советником по важнейшим государственным делам. Но здесь нашёл опасного соперника в Джиоберте, которому должен был вскоре уступить, заняв опять место вице-президента в сенате.С 1856—1860 г. — президент сената.
Умер во Флоренции, где ему в церкви Санта-Кроче установлена памятная доска.